# 巣鴨町
巣鴨町（すがもまち）は、かつて東京府北豊島郡に存在した町の一つ。1889年（明治22年）に市制町村制によって誕生した。江戸時代、江戸に属した巣鴨町についても本項で述べる。

## 地理
現在の豊島区の東部であり、地名では駒込のほぼ全域と巣鴨一丁目から三丁目、北大塚一丁目、南大塚一丁目および二丁目の大半の地域に相当する。
武蔵野台地の東端部にあたる。中央が高地で、東北と西北のそれぞれに向かって傾斜となっている。
- 河川：谷端川、藍染川

### 地名
- 大字 巣鴨一丁目
- 大字 巣鴨二丁目
- 大字 巣鴨三丁目
- 大字 巣鴨四丁目
- 大字 巣鴨
  - 字 下新田、平松、宮下
- 大字 上駒込
  - 字 南伝中、伝中裏、山王前、伝中、山王台、山王崖下、東三軒家、東稲葉谷津、三軒家、西原、稲葉谷津、西稲葉谷津、寺部下、須崎、杉下、須崎溝通、西ヶ原前、大畔下、池尻続、滝虎、大溝通、染井、南染井
- 大字 駒込染井
- 大字 妙義坂下
- 大字 大塚辻町

## 歴史
奈良時代にはこの周辺は「武蔵国豊島郡湯島郷」と呼ばれていた。湯島郷は現在の豊島区西部、文京区、中央区北部南部あたりを占めるかなり広大な地域であった。
巣鴨の地名は古くから存在した。『武蔵国風土記』には足立郡巣鴨郷とあり、かつては足立郡に属した可能性もあるが、江戸時代までには豊島郡に属するようになった。古くは洲鴨、須賀茂、須賀母、菅面、洲處面などとも書いたが、徳川吉宗により「巣鴨」に統一された。
また巣鴨村の隣には駒込村があり、巣鴨村は江戸時代には戸田領に、駒込村は岩淵領に属した。元禄の改には駒込村から駒込村枝郷染井村として分立したが、後に上駒込村の一部となった。また元禄の改より後に駒込村は上駒込村、下駒込村に分割された。さらに巣鴨村に属する地域のうち中山道に接する地域、駒込村に属する地域のうち日光御成道に接する地域は各々早くから町として発展し、1737年（元文2年）には巣鴨町上組・中組・下組、駒込七軒町（後の駒込染井町）、駒込妙義坂下町などとして独立した。その後も巣鴨村から巣鴨仲町、巣鴨原町、巣鴨辻町、巣鴨御駕籠町が起立し独立した。
1932年（昭和7年）の大東京市成立に伴う東京市編入時、巣鴨町は滝野川町、日暮里町との3町合併、西巣鴨町は高田町、長崎町との3町合併とする案があったが、巣鴨町は分村である西巣鴨町との合併を望んだため、4町合併により豊島区が誕生した。

### 沿革・年表
- 1869年（明治2年）：駒込七軒町を駒込染井町に改称。
- 1872年（明治5年）：
  - 駒込染井町に周辺諸藩邸の土地を合併。
  - 駒込妙義坂下町に駒込松吉町を合併。
  - 巣鴨辻町を小石川大塚辻町に改称。
  - 4月：巣鴨町上組・中組・下組に属した諸地域（巣鴨五軒町、巣鴨火之番町、巣鴨大原町など）と周辺諸藩邸、薬園の土地を合併し、巣鴨町一丁目から四丁目までが誕生。
- 1873年（明治6年）：大区小区制により巣鴨町一丁目から四丁目と上駒込村、駒込染井町、駒込妙義坂下町は滝野川村、上中里村、中里村、田端村、西ヶ原村、堀之内村、船方村、その他本郷区、小石川区に属した諸町と共に第九大区三小区と（戸長は駒込富士前町）、巣鴨村、巣鴨仲町、巣鴨原町、小石川大塚辻町は、新田堀之内村、池袋村、その他本郷区、小石川区に属した諸町と共に第九大区二小区となる（戸長は小石川大塚仲町）。
- 1878年（明治11年）11月：大区小区制が廃され、郡区町村編制法が施行され、北豊島郡が設置される。郡役所は板橋町内に設置。なお、巣鴨町一丁目から四丁目と巣鴨仲町、巣鴨原町、巣鴨駕籠町、小石川大塚辻町は小石川区に編入される。
- その後、連合戸長役場が設置され、上駒込村、駒込染井町、駒込妙義坂下町は下駒込村との二町二ヵ村連合（連合戸長役場は下駒込村）、巣鴨村、新田堀之内村は小石川村との三ヵ村連合となる（連合戸長役場は巣鴨村）。
- 1889年（明治22年）4月1日：市制町村制により、小石川区巣鴨町一丁目から四丁目と北豊島郡上駒込村、駒込染井町、駒込妙義坂下町および巣鴨村の一部、小石川区小石川大塚辻町の飛地が合併して巣鴨町となる。
- 1932年（昭和7年）10月1日：東京市編入により、巣鴨町は西巣鴨町、高田町、長崎町とともに豊島区となる。

## 行政

### 施設
- 板橋警察署巣鴨分署
- 巣鴨郵便局（三等局） - 現在の巣鴨郵便局とは別の郵便局で、豊島郵便局の前身にあたる。
- 田端郵便局、西原郵便局（無集配三等局）

## 経済

### 産業
- 主な産業：商業、工業ともに盛ん。農業はほぼ消滅。
  - 商業：江戸時代から続き活発。
  - 工業：増加傾向にある。
  - 農業：町の誕生時には植木屋が多かったが、町の発展とともに姿を消した。上駒込では「駒込なす」が名産であったが、耕地が住宅地となってしまいほぼ消滅した。

## 地域

### 教育
- 宗教大学
- 本郷中学校
- 文華高等女学校
- 巣鴨町立仰高尋常高等小学校（旧・仰高小学校→駒込小学校→仰高小学校、現・豊島区立仰高小学校）
- 巣鴨町立仰高東尋常小学校（旧・仰高尋常高等小学校駒込染井分教場、現・豊島区立駒込小学校）
- 巣鴨町立仰高尋常高等小学校巣鴨分教場
- 帝国小学校
- 帝国幼稚園
- 駒込幼稚園

## 交通

### 鉄道路線
- 日本鉄道→国鉄山手線
  - 巣鴨駅 - 駒込駅

### 道路
- 国道5号（後に9号、現・国道17号）中山道
- 仮定県道川越街道
- 仮定県道岩槻街道

## 名所・旧跡・観光スポット・祭事・催事

### 神社
- 上駒込妙義神社（無格社）
- 上駒込日枝神社（無格社）
- 上駒込大国主神社（無格社）
- 巣鴨菅原神社（別称・子安天満宮、無格社）
- 巣鴨熊野神社（無格社）
- 染井稲荷神社（無格社）

### 宗教
- 真性寺
- 高岩寺
- 東福寺
- 西福寺
- 福壽院
- 瑞真院
- 地蔵堂
- 大宗寺
- 専修院
- 蓮華寺

### 遺跡・その他
- 武家屋敷跡
- 薬園跡